# سام چاچوآ
سمیر "سام" چاچوآ یک پزشک استرالیایی است که در زمینهٔ طب جایگزین کار می‌کند. او یک پزشک است. اما مجوز طبابت فعال در استرالیا  یا ایالات متحده را ندارد. چاچوآ در مکزیک طبابت می‌کند؛ در کشوری که به زعم او واکسنهای مؤثری در طب جایگزین برای درمان بیماری‌های مختلف از جمله سرطان و اچ‌آی‌وی ارائه می‌شود. ادعاهای او فاقد پشتوانه علمی و مورد اعتراض پزشکان قرار گرفته است.  دیوید گورسکی، محقق و جراح سرطان، پس از ارزیابی بخش‌های علمی وبگاه چاچوآ، تاریخچهٔ بیماران و منطق علمی آنها را ناپذیرفتنی دانست. او آنها را " مُشتی شبه‌علم وحشتناک" توصیف کرد. 